# Segell de Louisiana
El Gran Segell de l'Estat de Louisiana va ser adoptat com a segell oficial de l'estat el 1902. L'escut mostra un Pelicà Castany mare (l'Au Oficial de l'Estat) atenent a tres cries en el seu niu. En representacions més detallades la mare pelicà és mostrada estripant carn del seu pit a fi d'alimentar les seves cries. Encara que això pot semblar un exemple exagerat de devoció en la criança, aquesta és una pràctica típica de les mares pelicà en circumstàncies extremes. Tot i que el nombre de cries ha variat a través dels anys, des de la representació actual de tres fins a no menys de dotze, la premissa i el disseny general han romàs intactes. El lema de l'estat de Louisiana, "Union, Justice, Confidence" ("Unió, Justícia, Confiança") envolta els ocells en l'escut actual. L'estat va resoldre el 2006 bel problema del nombnre de gotes de sang que es mostraven al pit de la mare, acabant sent fixat per llei tres gotes.